# Cantone di Pasaje
Il Cantone di Pasaje è un cantone dell'Ecuador che si trova nella Provincia di El Oro.
Pasaje si caratterizza per la ricchezza agricola, infatti è considerato il cantone con la maggior produzione di banane nella Provincia di El Oro.
Il capoluogo del cantone è Pasaje.